# Louise Island, British Columbia
Louise Island är en ö i Kanada.   Den ligger i North Coast Regional District och provinsen British Columbia, i den sydvästra delen av landet, 4 100 km väster om huvudstaden Ottawa.
I omgivningarna runt Louise Island växer i huvudsak barrskog. Trakten runt Louise Island är nära nog obefolkad, med mindre än två invånare per kvadratkilometer.